# Teodoaldo
Teodoaldo (c. 708 — c. 741) foi mordomo do palácio da Austrásia e da Nêustria, brevemente e sem oposição em 714 até Ragenfrido ser aclamado na Nêustria e Carlos Martel na Austrásia pela nobreza, após a morte de seu avô, Pepino de Herstal. Ele era filho ilegítimo de Grimoaldo II, mas sua avó Plectruda tentou de todas as formas que ele fosse reconhecido pelo seu avô como herdeiro legítimo de todas as terras pipínidas, no lugar do ilegítimo Carlos Martel. Sua avó desistiu disso em favor de Quilperico II da Nêustria e Ragenfrido. Ele morreu, provavelmente assassinado, por volta de 741, após a morte de seu tio e protetor, Carlos Martel. É notável que apesar de ter sido proclamado herdeiro de Pepino de Herstal e do tamanho de seu poder, Carlos Martel permitiu que seu sobrinho permanecesse vivo, ao invés de assassiná-lo, como era o hábito na Idade Média.

## Pais
♂ Grimoaldo II (◊ ? † 714)
♀ Teodesinda (◊ ? † ?)